# La voglia che non vorrei
La voglia che non vorrei è il primo singolo estratto dall'album Un'altra direzione del cantante Nek.

## Video
Il video è stato girato in un impianto sportivo di rugby "Stadio Maurizio Paparozzi" situato a Segni (Comune in provincia di Roma).

## Tracce
Download digitale
1. La voglia che non vorrei – 3:47
2. Deseo que ya no puede ser – 3:46 (versione spagnola)

## Formazione
- Nek - voce, cori, chitarra acustica
- Massimo Varini - chitarra elettrica, cori
- Dado Parisini - tastiera, pianoforte
- Paolo Costa - basso
- Alfredo Golino - batteria

## Classifiche
| Classifica (2009) | Posizione raggiunta |
| ----------------- | ------------------- |
| Italia            | 9                   |
| Svizzera          | 53                  |